# أوليفر تود
أوليفر تود (بالإنجليزية: Oliver Todd)‏ هو عازف جاز أمريكي، ولد في 1916، وتوفي في 2001.